# Sopita Tanasan
Sopita Tanasan, född 23 december 1994 i Chumphon, är en thailändsk tyngdlyftare.
Tanasan blev olympisk guldmedaljör i 48-kilosklassen i tyngdlyftning vid sommarspelen 2016 i Rio de Janeiro.